# GMOフィナンシャルホールディングス
GMOフィナンシャルホールディングス株式会社（ジーエムオーフィナンシャルホールディングス、英語: GMO Financial Holdings, Inc.）は、GMOインターネットグループの金融持株会社である。

## 概要
事業会社として傘下にGMOクリック証券やGMO外貨、GMOコインなどを有する。
2016年6月、親会社であるGMOインターネット（現・GMOインターネットグループ）は、ネット銀行事業進出に際して、従来あおぞら銀行の完全子会社であったあおぞら信託銀行（現・GMOあおぞらネット銀行）の第三者割当増資を引き受け、議決権割合で14.9%の株式を取得した。同年7月には、GMOインターネットの取得した株式の半数が当社に譲渡され、GMOインターネットと当社がともに議決権割合7.45%の株式を保有することとなった。2018年7月に予定されているGMOあおぞらネット銀行によるネット銀行事業開始の5年後までには、現在あおぞら銀行に割り当てられているGMOあおぞらネット銀行の種類株が、GMOインターネットまたは当社に譲渡される予定である。さらに関係当局の認可が得られれば、種類株を普通株に転換することにより、GMOあおぞらネット銀行はあおぞら銀行とGMOインターネットグループ（当社含む）の折半出資となる見込みである。
当社の参画は、既存の子会社であるGMOクリック証券など、グループ既存の金融事業との連携も視野に入れたものとされている。

## 沿革
- 2012年1月4日 - GMOクリック証券株式会社が株式移転により、持株会社・GMOクリックホールディングス株式会社を設立。GMOクリック証券はGMOクリックホールディングスの100%子会社となる。
- 2012年1月 - GMOクリック証券の子会社であった株式会社シェアーズ及びGMOクリック・インベストメント株式会社を直接の子会社とする。
- 2012年8月 - シェアーズを吸収合併。
- 2012年8月 - GMOクリック証券の子会社であったGMO CLICK HONG KONG LIMITED（現・GMO-Z.com Forex HK Limited）を直接の子会社とする。
- 2012年9月 - FXプライム株式会社（現・株式会社FXプライムbyGMO）に対し株式公開買付けを実施し、同社の77.92％の株式を取得し子会社化。
- 2012年10月 - 英国に子会社GMO CLICK UK LIMITED（現・GMO-Z.com Trade UK Limited）を設立。
- 2014年1月 - 香港に子会社GMO CLICK Bullion Limited（現・GMO-Z.com Bullion HK Limited）を設立。
- 2015年3月 - GMOクリック・インベストメントの全株式を、マンション販売・旅館運営を手がける不動産会社FJネクストに譲渡[5]。
- 2015年4月 - 株式交換により、FXプライムbyGMOを完全子会社化。FXプライムbyGMOに代わりジャスダックにテクニカル上場。
- 2015年10月 - 業務提携を視野に大和証券グループ本社が株式の9.6%をGMOインターネットから譲受[6]。
- 2016年7月 - あおぞら信託銀行（現・GMOあおぞらネット銀行）の株式の7.45%（議決権割合）をGMOインターネットから譲受[3]。
- 2017年10月 - GMOフィナンシャルホールディングス株式会社に商号変更[7]。
- 2018年5月 - GMOクリックグローバルマーケッツ株式会社設立
- 2019年12月 - 本社を東京都渋谷区道玄坂に移転
- 2021年6月 - GMOインターネット株式会社（現GMOインターネットグループ株式会社）、株式会社サムライパートナーズ等との共同出資によりGMOアダム株式会社設立
- 2021年8月 - GMOインターネット株式会社（現GMOインターネットグループ株式会社）、GMOあおぞらネット銀行株式会社等との共同出資によりGMOオフィスサポート株式会社設立
- 2021年9月27日 - ヤフー株式会社の完全子会社であるワイジェイFX株式会社の全株式をヤフーから譲受、株式譲渡価格は約288億円。これに伴い、ワイジェイFXは商号を「外貨ex byGMO株式会社」に変更した[8]。

## 関連会社
- GMOクリック証券株式会社
- GMO外貨株式会社
- GMOコイン株式会社
- GMO-Z.com Forex HK Limited
- GMO-Z.com Bullion HK Limited
- GMO-Z.com Trade UK Limited
- GMO-Z com Securities (Thailand) Limited

## 参考資料
- GMOクリックホールディングス株式会社コーポレート・ガバナンス報告書(2015年7月)(東京取引所 (PDF)  - 閲覧)